# Gravtjärnen (Hotagens socken, Jämtland)
Gravtjärnen är en sjö i Krokoms kommun i Jämtland och ingår i Indalsälvens huvudavrinningsområde.